# ФК ПИК 2023 Сомбор
СФУ ПИК 2023 је фудбалски клуб из Сомбора који тренутно наступа у МОЛ - 2. разред, седмом, последњем, нивоу српског фудбала.
Клуб не треба поистовећивати са некадашњим ФК ПИК из Сомбора (1964-2000), сем донекле истог имена и места где игра своје утакмице (на стадиону код канала), осим тога, ова два клуба нису правно повезана.

## Историја
Најмлађи фудбалски клуб у Сомбору, основан је 8. јуна 2023. године и такмичи се у последњем, седмом, нивоу српског фудбала - МОЛ - 2. разред.